# Corrado Accordino
Corrado Accordino (Monza, 11 novembre 1970) è un attore, regista e drammaturgo italiano.

## Biografia
Nato a Monza, comincia a lavorare in ambito teatrale nel 1989. Si diploma all'Accademia dei filodrammatici di Milano e nel 1998 diventa direttore artistico della compagnia La Danza Immobile.
Ha pubblicato due libri: una raccolta di racconti intitolata Cuore barbaro (ed. Mobydick, 1997) e il romanzo Il cattivo bambino (ed. Mobydick, 2000).
Nel 2005 il comune di Monza affida a Corrado Accordino e alla compagnia La danza immobile la gestione e la direzione artistica di un nuovo polo teatrale nato all'interno del rinnovato Urban Center, che prende il nome di Teatro Binario 7 in ragione della sua prossimità alla stazione ferroviaria. La stagione di prosa è firmata in collaborazione con Elio De Capitani.
All'interno del Binario 7, nel 2008 fonda con Alfredo Colina una scuola di formazione per attori, La scuola delle arti.
Fra il 2008 e il 2012 è stato co-direttore artistico del Teatro dei Filodrammatici di Milano. È stato co-direttore artistico del Teatro Libero di Milano insieme a Corrado d'Elia (2013-2015) e a Manuel Renga (2015-2021).
Nel 2017 riceve il Premio Award FIDAPA BWP Italy - sezione Modoetia Corona Ferrea "per essersi distinto come eccellente attore, direttore artistico e regista teatrale".
Come regista e drammaturgo, Accordino si è spesso rivolto alla rielaborazione drammaturgica di testi classici  e contemporanei, ma anche a drammaturgie originali che indagano temi sensibili della nostra società. Tra gli autori di riferimento vi sono Fëdor Dostoevskij, Albert Camus, Amélie Nothomb, Ernest Hemingway, Raymond Carver, Gabriel García Márquez.

## Teatrografia

### Regista
- I libri (non) servono a sparare (2025)
- Il mondo nuovo (2025), da Aldous Huxley
- 1984 (2024), da George Orwell
- Chi ha il cervello lo usi (2023)[15]
- Il gentiluomo (2022)
- Psycho Killer (2022)
- Sette storie di vizi (2021)
- La casa degli spiriti (2020)[16]
- Jekyll e Hyde ovvero io e la Bestia (2019)[17]
- Sognando la Kamchatka (2019)[18]
- Munch. Autoritratto su carne (2018)[19]
- Amore organico (2018)[20]
- Come sono diventato stupido di Martin Page (2018)[21]
- Uno che conoscevo (2017)[22]
- I canti del vino di Ken Ponzio (2016)
- I due Cyrano (2016)[23]
- Così tanta bellezza (2016)[24]
- Dell'amore e di altri demoni di Gabriel García Márquez (2015)[25]
- La morte balla sui tacchi a spillo (2015)[26]
- La danza immobile di Manuel Scorza (2014)
- Una stanza a sud (2014)
- D'Artagnan (2014)
- Mia moglie parla strano (2014)
- Shakespeare in Love(s) (2013)
- La pancia del potere (2013)
- Assalto ai bambini (2013)[27]
- Mozart (2013)[28]
- Per favore niente eroi - ispirato ai racconti di Raymond Carver (2012)[29][30]
- I menu del re (2012)
- Frammenti di me. Virginia Woolf di Ken Ponzio (2011)
- 1861 (2011)
- Agorà (2011)
- Il banchiere di Dio, da Muhammad Yunus (2011)
- Terra santa, co-produzione La Danza Immobile e Skenè Company (2010)
- Era ora, produzione Agidi (2010)
- Hemingway (2010)
- La ballata dei suicidi (2009)
- Identità scoperte, progetto in collaborazione con l'Ospedale San Gerardo di Monza - Reparto Pediatria e Fondazione Magica Cleme (2009)
- La tragedia del Grande Inquisitore di Raimon Panikkar (2009)
- Cattivi maestri ovvero I sacri idioti d'America, da Gregory Corso, Allen Ginsberg, Jack Kerouac e vari scrittori della Beat Generation (2008)
- Camus - Il primo uomo, da Albert Camus (2007)[31]
- Riccardo III di William Shakespeare (2006)
- Romeo e Giulietta di William Shakespeare (2006)
- Il borghese gentiluomo di Molière (2004)
- La cosmetica del nemico, da Cosmetica del nemico di Amélie Nothomb (2003)[32]
- L'equazione di Claire ovvero 4/3 di follia, da Friedrich Dürrenmatt (2004)
- Don Chisciotte ovvero come fallire la propria vita ma fallirla di poco, da Miguel de Cervantes (2004)
- L'invasione degli ultracorpi dal film di fantascienza (2002)
- Astratta commedia di Paolo Ferrari (2001)
- I racconti di Dino Buzzati (2001)
- Sogno di una notte di mezza estate di William Shakespeare (2000)
- Delitto e castigo di Fëdor Dostoevskij (1999)
- I demoni di Fëdor Dostoevskij (1998)
- Lo straniero di Albert Camus (1996)
- L'idiota di Fëdor Dostoevskij (1995)

### Attore
- I libri (non) servono a sparare (2025)
- Chi ha il cervello lo usi (2023)
- Psycho Killer (2022)
- Jekyll e Hyde ovvero io e la Bestia (2019)
- Sognando la Kamchatka (2019)
- La dodicesima notte, produzione PianoinBilico / Gecobeventi, (2019)
- Kobane, produzione T.L.L.T. (2018)
- Munch. Autoritratto su carne (2018)
- Come sono diventato stupido di Martin Page (2018)
- Uno che conoscevo (2017)
- Così tanta bellezza (2016)
- Dell'amore e di altri demoni di Gabriel García Márquez (2015)
- La danza immobile, di Manuel Scorza (2014)
- D'Artagnan (2014)
- L'inquilino, produzione Teatro Franco Parenti (2014)
- Buon compleanno Albert (2013)
- Mozart (2013)
- Assalto ai bambini (2013)
- Per favore niente eroi - ispirato ai racconti di Raymond Carver (2012)
- I menu del re (2012)
- 1861 (2011)
- Il banchiere di Dio, da Muhammad Yunus (2011)
- Hemingway, omaggio al Premio Nobel (2010)
- La ballata dei suicidi (2009)
- Camus - Il Primo Uomo, da Albert Camus (2007)
- Libri da ardere, di Amélie Nothomb, produzione Teatro dell'Elfo (2007)
- Amleto, di William Shakespeare, produzione Teatro dell'Elfo (2006)
- Le relazioni pericolose, di Choderlos de Laclos, produzione Teatri Possibili (2004)
- La cosmetica del nemico, di Amélie Nothomb (2003)
- Diari di viaggio, produzione Agon/Mittelfest (Festival d'Europa 2000)
- Delitto e castigo, di Fëdor Dostoevskij (1999)
- I demoni, di Fëdor Dostoevskij (1998)
- Lo straniero, di Albert Camus (1996)
- L'idiota, di Fëdor Dostoevskij (1995)